# Фетиново
Фетиново — деревня в Киржачском районе Владимирской области России, входит в состав Кипревского сельского поселения.

## География
Деревня расположена в 20 км на юго-восток от центра поселения деревни Кипрево и в 26 км на восток от райцентра города Киржач.

## История
В писцовых книгах 1637 года село Фетиново указано как владение воеводы, князя Семёна Васильевича Прозоровского (ум. 1660). При Прозоровском в Фетинове стоял деревянный храм Святителя Николая с приделом Святителя Леонтия Ростовского. Он сгорел. На его месте новый деревянный построил в 1670 году уже другой владелец села, как это можно видеть из патриарших окладных книг, в которых отмечена прибылью вновь "церковь Николая Чудотворца в вотчине Ивана Васильева сына Обруцкого в селе Фетинове.. дани четыре алтына 5 денег". В 1737 году местный вотчинник, Андрей Петров Клементьев, писал в Синодальный казённый приказ, что церковь Николая Чудотворца в Селе Фетиново сгорела, и просил разрешения построить на том же месте новую. Разрешение было дано, и церковь построена в том же году. В 1819 году вместо деревянной церкви тщанием местного вотчинника П.М. Абрамова устроен каменный храм; в 1833 году трапезная при нём расширена, и с того времени он остаётся в неизменном виде. Престолов три: в холодном во имя Поклонения честным веригам апостола Петра, в приделах тёплых во имя Святителя Николая Чудотворца и святителя Димитрия, митрополита Ростовского. В селе Фетиново с 1887 года существовала церковноприходская школа.
В XVI—XVIII веках село входило в стан Малый Рог Владимирского уезда Замосковного края Московского царства.
В конце XIX — начале XX века село входило в состав Фуниково-Горской волости Покровского уезда.
В годы Советской Власти и вплоть до 2005 года деревня входила в состав Хмелевского сельсовета (с 1998 года — сельского округа).

## Население
| 1859 | 1905 | 1926 | 2002 | 2010 | 2021 |
| ---- | ---- | ---- | ---- | ---- | ---- |
| 129  | ↗214 | ↗249 | ↘0   | →0   | →0   |

## Достопримечательности
В деревне находится полуразрушенная Церковь Николая Чудотворца (1819-1833).